# Список эпизодов телесериала «Детективное агентство „Лунный свет“»

Эпизоды сериала Детективное агентство «Лунный свет»

## Сезон 1
| Эпизод | Русское название                          | Оригинальное название         | Альтернативное русское название |
| ------ | ----------------------------------------- | ----------------------------- | ------------------------------- |
| 01-02  | Пилотный фильм                            | Pilot                         | Первое дело                     |
| 03     | Посредственная четверка                   | Gunfight at the So-So Corral  |                                 |
| 04     | Читай мысли — наблюдай убийство           | Read the Mind — See the Movie | Спиритическое шоу               |
| 05     | Следующее убийство, о котором вы услышите | The Next Murder You Hear      | Прослушайте следующее убийство  |
| 06     | Убийство на следующей остановке           | Next Stop Murder              |                                 |
| 07     | Смерть в почтовом конверте                | The Murder’s in the Mail      |                                 |

## Сезон 2
| Эпизод | Русское название               | Оригинальное название                 | Альтернативное русское название |
| ------ | ------------------------------ | ------------------------------------- | ------------------------------- |
| 01     | Пожалей блондинку, брат        | Brother, Can You Spare a Blonde?      |                                 |
| 02     | Женщина в железной маске       | The Lady in the Iron Mask             | Леди в железной маске           |
| 03     | Деньги зовут — Мэдди за ними   | Money Talks — Maddie Walks            | Погоня за деньгами              |
| 04     | Сон в два дубля                | The Dream Sequence Always Rings Twice |                                 |
| 05     | Мой прекрасный Дэвид           | My Fair David                         |                                 |
| 06     | Отзвуки прошлого               | Knowing Her                           |                                 |
| 07     | Где-то под радугой             | Somewhere Under the Rainbow           |                                 |
| 08     | Портрет Мэдди                  | Portrait of Maddie                    |                                 |
| 09     | Поверженный Атлант             | Atlas Belched                         |                                 |
| 10     | Это случилось под Рождество    | Twas the Episode Before Xmas          |                                 |
| 11     | Невеста Таппермэна             | The Bride of Tupperman                |                                 |
| 12     | Агнес выходит в свет           | North by North Dipesto                |                                 |
| 13     | В Боге мы твердо сомневаемся   | In God We Strongly Suspect            |                                 |
| 14     | Всякий отец дочери невинен     | Every Daughter’s Father Is a Virgin   | Каждый отец дочери невинен      |
| 15     | Свидетель для казни            | Witness for the Execution             |                                 |
| 16     | Говорящий во сне               | Sleep Talkin' Guy                     |                                 |
| 17     | Панихида по мертвому в стельку | Funeral for a Door Nail               |                                 |
| 18     | Камилла                        | Camille                               |                                 |

## Сезон 3
| Эпизод | Русское название                | Оригинальное название                 | Альтернативное русское название |
| ------ | ------------------------------- | ------------------------------------- | ------------------------------- |
| 01     | Сыновья тоже растут             | The Son Also Rises                    |                                 |
| 02     | Человек, который оплакивал жену | The Man Who Cried Wife                |                                 |
| 03     | Симфония в стиле «Нокаут»       | Symphony in Knocked Flat              |                                 |
| 04     | Ваш до гроба                    | Yours, Very Deadly                    |                                 |
| 05     | Великие и ничтожные             | All Creatures Great and… Not So Great |                                 |
| 06     | Мальчик-с-пальчик — великан     | Big Man on Mulberry Street            |                                 |
| 07     | Атомный Шекспир                 | Atomic Shakespeare                    | Укрощение строптивой            |
| 08     | Эта прекрасная работа           | It’s a Wonderful Job                  | Благословенная работа           |
| 09     | Из достоверных источников       | The Straight Poop                     |                                 |
| 10     | Полтергейст-Дипесто 3:0         | Poltergeist III-Dipesto Nothin'       |                                 |
| 11     | Две блондинки                   | Blonde on Blonde                      |                                 |
| 12     | Сэм и Дэйв                      | Sam & Dave                            |                                 |
| 13     | Пришёл черед Мэдди лить слезы   | Maddie’s Turn to Cry                  |                                 |
| 14     | Интересно знать… Мэдди          | I Am Curious… Maddie                  |                                 |
| 15     | Наследница                      | To Heiress Human                      |                                 |

## Сезон 4
| Эпизод | Русское название            | Оригинальное название       | Альтернативное русское название |
| ------ | --------------------------- | --------------------------- | ------------------------------- |
| 01     | Путешествие на луну         | A Trip to the Moon          |                                 |
| 02     | Вернись, маленькая шикса    | Come Back, Little Shiksa    | Вернись, малышка                |
| 03     | Левее от алтаря             | Take a Left at the Altar    | Побег из-под венца              |
| 04     | Рассказ из двух городов     | A Tale in Two Cities        | История двух городов            |
| 05     | Дэйв твердая рука           | Cool Hand Dave              |                                 |
| 06     | Дэйв твердая рука (часть 2) | Cool Hand Dave (Part II)    |                                 |
| 07     | Отец все узнает последним   | Father Knows Last           |                                 |
| 08     | Две Дипесто                 | Los Dos Dipestos            | Лос Дос Дипесто                 |
| 09     | Эмбриональное притяжение    | Fetal Attraction            |                                 |
| 10     | Следы моих слез             | Tracks of My Tears          |                                 |
| 11     | Ой! Жена!                   | Eek! A Spouse!              | Ой! Супруга!                    |
| 12     | Мэдди Хейс выходит замуж    | Maddie Hayes Got Married    |                                 |
| 13     | Давай жить вместе, крошка   | Here’s Living With You, Kid |                                 |
| 14     | И плоть стала словом        | And the Flesh Was Made Word |                                 |

## Сезон 5
| Эпизод | Русское название                                           | Оригинальное название                                   | Альтернативное русское название |
| ------ | ---------------------------------------------------------- | ------------------------------------------------------- | ------------------------------- |
| 01     | С видом из чрева                                           | Womb With a View                                        |                                 |
| 02     | Между молотом и наковальней                                | Between a Yuk and a Hard Place                          |                                 |
| 03     | Цвет Мэдди                                                 | The Color of Maddie                                     |                                 |
| 04     | Искусственные любовницы                                    | Plastic Fantastic Lovers                                |                                 |
| 05     | Рубашка и тело                                             | Shirts and Skins                                        | Рубашки и кожи                  |
| 06     | Взять, хотя бы, мою жену                                   | Take My Wife, for Example                               |                                 |
| 07     | Был я в Англии, был во Франции, был я с Мэдди на том свете | I See England, I See France, I See Maddie’s Netherworld |                                 |
| 08     | Эти губы, эта ложь                                         | Those Lips, Those Lies                                  |                                 |
| 09     | Стремление к совершенству                                  | Perfetc                                                 | Идеал                           |
| 10     | Девичьи ссоры                                              | When Girls Collide                                      | Когда девочки ссорятся          |
| 11     | Особое мнение                                              | In 'N Outlaws                                           |                                 |
| 12     | Маленькое ночное убийство                                  | Eine Kleine Nacht Murder                                | Странное ночное убийство        |
| 13     | Лунное затмение                                            | Lunar Eclipse                                           |                                 |